# 宮田太郎 (陸軍軍人)
宮田 太郎（みやた たろう、1864年（元治元年3月） - 1945年10月26日）は、日本の陸軍軍人。最終階級は陸軍中将。

## 履歴
静岡県出身。1886年（明治19年）6月、砲兵少尉任官。1888年（明治21年）、陸軍士官学校（旧8期）を卒業した。
1904年（明治37年）9月、第1軍、第12師団隷下の野砲兵第12連隊長に就任し日露戦争に出征。沙河会戦後の1904年11月、野砲兵第5連隊補充隊長に発令され帰還した。その後、技術畑の役職を歴任。
1904年12月、臨時台湾兵器製造所長に就任し、1905年（明治38年）3月、砲兵大佐に昇進。1906年（明治39年）6月、陸軍技術審査部付となり、1907年（明治40年）11月、技術審査部審査官に異動。1912年（明治45年）4月、陸軍少将に進級。
1913年（大正2年）8月、東京砲兵工廠提理に就任。1916年（大正5年）8月、陸軍中将に進んだ。1920年（大正9年）8月、陸軍技術本部長となり、1921年（大正10年）5月、予備役編入となった。

## 栄典
位階
- 1886年（明治19年）11月27日 - 正八位[1]
- 1891年（明治24年）12月28日 - 従七位[2]
- 1905年（明治38年）4月7日 - 従五位[3]
- 1910年（明治43年）5月21日 - 正五位[4]
- 1915年（大正4年）5月31日 - 従四位[5]
- 1920年（大正9年）7月10日 - 正四位[6]
- 1921年（大正10年）5月30日 - 従三位[7]

勲章等
- 1902年（明治35年）5月10日 - 明治三十三年従軍記章[8]
- 1906年（明治39年）4月1日 - 功四級金鵄勲章・勲三等旭日中綬章・明治三十七八年従軍記章[9]
- 1915年（大正4年）11月7日 - 勲二等旭日重光章・大正三四年従軍記章[10]
- 1920年（大正9年）11月1日 - 勲一等旭日大綬章・大正三年乃至九年戦役従軍記章[11]